# Liste des évêques d'Embu
Liste des évêques d'Embu
(Dioecesis Embuensis)
L'évêché d'Embu est créé le 9 juin 1986, par détachement de celui de Meru.

## Sont évêques
- 9 juin 1986-9 mars 2002 : John Njue
- 9 mars 2002-30 octobre 2003 : siège vacant
- 30 octobre 2003-28 juin 2008 : Anthony Muheria
- 28 juin 2008-9 mai 2009 : siège vacant
- 9 mai 2009-22 juillet 2023 : Paul Kariuki Njiru
- 22 juillet 2023-15 août 2024 : siège vacant
- depuis le 15 août 2024 : Peter Kimani Ndung’u

## Sources
- L'ANNUAIRE PONTIFICAL, sur le site http://www.catholic-hierarchy.org, à la page